# Bjergvipstjert
Bjergvipstjert (Motacilla cinerea) er en 18 cm stor spurvefugl med lang hale, der hovedsageligt lever ved vandløb i det meste af Europa og videre gennem Asien til stillehavskysten. Den lever af vandinsekter, der fanges ved vandløbets bred eller på lavt vand. I Danmark yngler arten ret udbredt i Jylland. Ynglebestanden er vurderet som sårbar på den danske rødliste.
Bjergvipstjert kan ligne gul vipstjert, men ryggen er grå. Hos ungfugle og fugle i vinterdragt er det næsten kun undergumpen, der er gul. Hannen har i yngletiden en sort strubeplet, der foroven er afgrænset af en hvid stribe. Hunnen kan have hvidplettet sort strube. I vinterdragten, der anlægges i juli, kommer hannen til at ligne hunnen, men med kraftigere farvet gult bryst.
I Danmark er den indvandret som ynglefugl i første halvdel af 1900-tallet til især i den østlige del af Jylland. Tidligere fandtes den i Europa kun i bjergområder mod syd. I 2000 blev den danske bestand vurderet til 450-500 ynglepar. De danske fugle er delvis trækfugle, der overvinrer i Vest- og Sydvesteuropa.

## Underarter
Af bjergvipstjert findes tre underarter, hvoraf nominatformen findes i den største del af udbredelsesområdet:
- Motacilla cinerea cinerea, Eurasien, nordvestlige Afrika og de Kanariske Øer
- M. c. patriciae, Acorerne
- M. c. schmitzi, Madeira